# NGC 1547
NGC 1547 é uma galáxia espiral barrada (SBbc) localizada na direcção da constelação de Eridanus. Possui uma declinação de -17° 51' 27" e uma ascensão recta de 4 horas, 17 minutos e 12,3 segundos.
A galáxia NGC 1547 foi descoberta em 1886 por Frank Leavenworth.